# Watanabe Ken
Watanabe Ken (渡辺 謙 Độ Biên Khiêm, sinh ngày 21 tháng 10 năm 1959) là một nam diễn viên người Nhật Bản. Ông thường được biết đến với các vai diễn gồm tướng Kuribayashi Tadamichi trong phim Letters from Iwo Jima và lãnh chúa Moritsugu Katsumoto trong Võ sĩ đạo cuối cùng, vai diễn đem lại cho ông một đề cử giải Oscar cho nam diễn viên phụ xuất sắc nhất. 
Trong số các giải thưởng khác, ông đã hai lần giành giải thưởng Viện hàn lâm Nhật Bản cho nam diễn viên xuất sắc nhất vào các năm 2007 với phim Memories of Tomorrow và năm 2010 với phim Shizumanu Taiyō. Ông cũng tham gia diễn xuất trong các tác phẩm điện ảnh khác gồm Batman Begins, Inception, Godzilla, Pokemon: Thám tử Pikachu và Kẻ kiến tạo.